# Berniero di Eboli
Berniero (o Bernerio; Burgo de Osma-Ciudad de Osma, ... – Eboli, ...; fl. XII-XIII secolo) è stato un eremita e pellegrino spagnolo, venerato come santo, e compatrono, insieme a san Vito, di Eboli.

## Agiografia
Berniero nasce da una famiglia nobile e benestante visigota. Fin dalla giovane età, con un disprezzo per la vanità del mondo, lasciò i suoi averi e si dedicò al pellegrinaggio nei maggiori santuari iberici. Dopo questo periodo di pellegrinaggio, si dedicò a visitare la città di Roma, per poi scendere verso Eboli, dove condusse una vita di penitenza e preghiera.
Ad Eboli, Berniero decise di vivere in uno speco sottostante il sagrato della badia benedettina di San Pietro Alli Marmi, la cui costruzione si ipotizza (forse erroneamente) ad opera proprio del santo.
Qui vivrà elemosinando, tenendo per sé lo stretto necessario e distribuendo il resto ai poveri e al monastero benedettino di Eboli pur non appartenendo a nessun ordine.
La tradizione racconta come il santo abbia preso parte alla costruzione del ponte del fiume Sele, ponte che una volta costruito, durante la notte, cedeva. San Berniero, dopo aver fatto l'elemosina per comprare le pietre e il cemento, con le sue mani lo costruì saldamente in modo tale che quanto fatto un giorno, veniva ripetuto il giorno successivo, quando quindi il ponte era completato.
La sua santità si rivelò un giorno in cui, per un povero, che non aveva né fuoco né legna, fece cuocere miracolosamente dei pani.
Ormai vecchio, si adoperò per la ricostruzione della Badia di san Pietro Alli Marmi, donò opera morale e materiale confondendosi con i muratori ed i marmolari, dando prova della sua qualità di costruttore.
Il giorno della sua morte, ad Eboli, si verificò il Miracolo dell'olio: l'olio, che per il freddo si era congelato, si sciolse ed incessantemente si versava dalle giare che erano poste nel trappeto del Monastero dei Benedettini. Contemporaneamente le campane suonarono da sole e un profumo esalò dal suo corpo inerme.

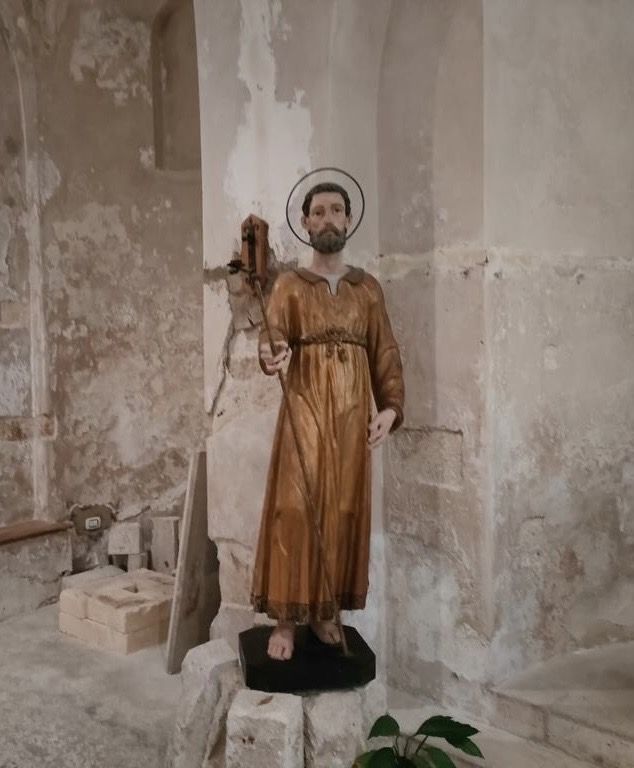
Statua di san Berniero a San Pietro Alli Marmi.

Il 16 ottobre 1554 vennero ritrovate le spoglie di San Berniero e nella stessa giornata, dopo mesi di siccità, cominciò lungamente a piovere. Per questo episodio, gli ebolitani lo elevarono a compatrono insieme a san Vito, e lo invocavano per le malattie spirituali e le possessioni demoniache. All'indomani dell'evento la Sacra Congregazione dei Riti, con decreto del 18 maggio 1602, approvò l'Ufficio da recitarsi dal clero di Eboli.

## Culto
Nella parte sottostante della chiesa del convento di San Pietro alli marmi è collocata la cripta con un piccolo altare, ai piedi del quale sono conservate le reliquie del santo. Nella cripta è presente anche una statua lignea del 1610, realizzata da Donato Villano.

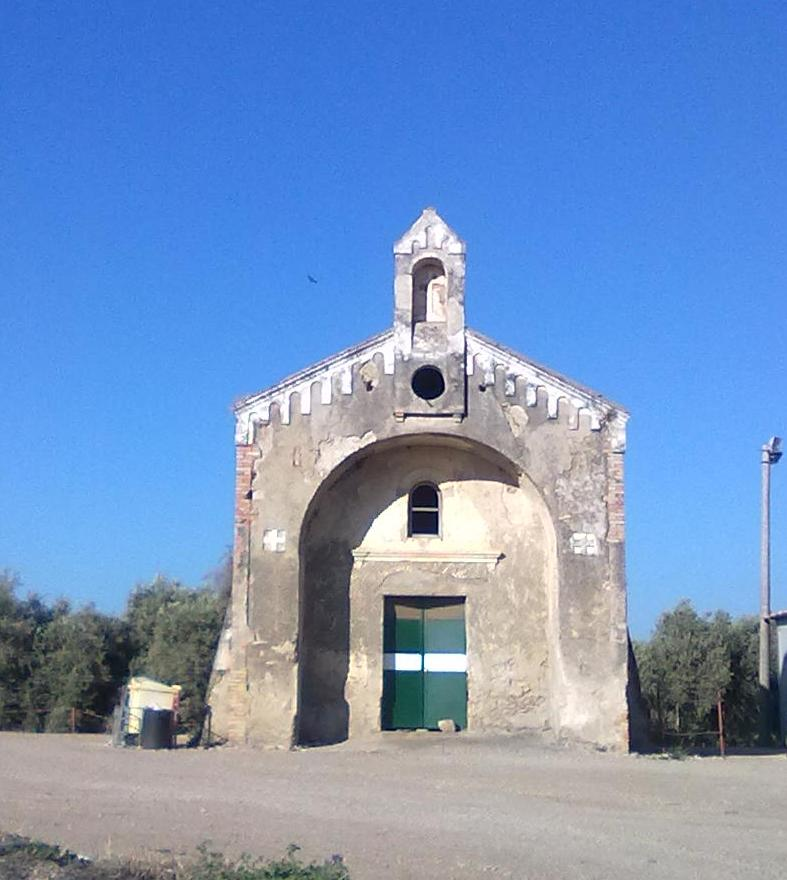
Chiesa dedicata a san Berniero in località Arenosola.

A San Berniero è dedicata anche una chiesa in località Aversana, costruita tra il 1737 e 1739 per volere dell’Amministrazione comunale di Eboli che la fece inserire nel contratto di affitto della difesa Arenosola. Oggi è localizzata in una proprietà privata, non visitabile né aperta al culto.
Il 25 luglio 1930, nei restauri apportati alla chiesa di San Pietro alli marmi, l'arcivescovo Monterisi pose in una nuova urna le reliquie del santo, collocandole sotto l'altare della cripta della medesima chiesa.
Un’altra statua, in argento era presente nella Collegiata di Santa Maria della Pietà che però fu trafugata nel 1980. Una copia, realizzata successivamente, venne installata sulla base della vecchia scultura. Altre immagini del santo sono raffigurate su affreschi e su tele; tra le più recenti, quella realizzata dal prof. Vincenzo Paudice, collocata nella chiesa del Sacro Cuore e benedetta da Mons. Italo D’Elia il 24 novembre 1996.